# Elezioni comunali in Campania del 2017
Le elezioni comunali in Campania del 2017 si tennero l'11 giugno, con ballottaggio il 25 giugno.

## Napoli

### Acerra
| Candidati                          | Candidati                    | Voti                        | %     | Liste                       | Voti   | %     | Seggi |
| ---------------------------------- | ---------------------------- | --------------------------- | ----- | --------------------------- | ------ | ----- | ----- |
|                                    | Raffaele Lettieri ✔️ Sindaco | 21.002                      | 64,72 | Acerra Popolare             | 4.960  | 15,58 | 5     |
| Democratici X Acerra               | Raffaele Lettieri ✔️ Sindaco | 21.002                      | 64,72 | 4.385                       | 13,77  | 4     |       |
| Insieme a Lettieri Sindaco         | Raffaele Lettieri ✔️ Sindaco | 21.002                      | 64,72 | 4.253                       | 13,36  | 4     |       |
| Movimento Cittadino Fare           | Raffaele Lettieri ✔️ Sindaco | 21.002                      | 64,72 | 2.800                       | 8,80   | 3     |       |
| Acerra Cresce                      | Raffaele Lettieri ✔️ Sindaco | 21.002                      | 64,72 | 1.577                       | 4,95   | 1     |       |
| La Giusta Direzione                | Raffaele Lettieri ✔️ Sindaco | 21.002                      | 64,72 | 1.400                       | 4,40   | 1     |       |
| Con Acerra                         | Raffaele Lettieri ✔️ Sindaco | 21.002                      | 64,72 | 870                         | 2,73   | -     |       |
| Orgoglio Acerrano                  | Raffaele Lettieri ✔️ Sindaco | 21.002                      | 64,72 | 634                         | 1,99   | -     |       |
| Acerra dei Giovani                 | Raffaele Lettieri ✔️ Sindaco | 21.002                      | 64,72 | 616                         | 1,93   | -     |       |
| Movimento Democratici Progressisti | Raffaele Lettieri ✔️ Sindaco | 21.002                      | 64,72 | 341                         | 1,07   | -     |       |
|                                    | Paola Montesarchio           | 7.147                       | 22,03 | Partito Democratico         | 1.766  | 5,55  | 1     |
| Movimento Acerrano Oltre           | Paola Montesarchio           | 7.147                       | 22,03 | 1.612                       | 5,06   | 1     |       |
| Forza Acerra                       | Paola Montesarchio           | 7.147                       | 22,03 | 1.401                       | 4,40   | 1     |       |
| Movimento di Popolo                | Paola Montesarchio           | 7.147                       | 22,03 | 1.017                       | 3,19   | 1     |       |
| Io Sto Con Paola                   | Paola Montesarchio           | 7.147                       | 22,03 | 626                         | 1,97   | -     |       |
| Campania Libera                    | Paola Montesarchio           | 7.147                       | 22,03 | 476                         | 1,50   | -     |       |
| Unione di Centro                   | Paola Montesarchio           | 7.147                       | 22,03 | 136                         | 0,43   | -     |       |
| Seggio al candidato sindaco        | Seggio al candidato sindaco  | Seggio al candidato sindaco | 22,03 | 1                           |        |       |       |
|                                    | Carmela Auriemma             | 2.320                       | 7,15  | Movimento 5 Stelle          | 1.381  | 4,34  | -     |
| Seggio al candidato sindaco        | Seggio al candidato sindaco  | Seggio al candidato sindaco | 7,15  | 1                           |        |       |       |
|                                    | Tommaso Esposito             | 1.245                       | 3,84  | Alternativacerra a Sinistra | 932    | 2,93  | -     |
|                                    | Raffaele Barbato             | 578                         | 1,78  | Fratelli d'Italia           | 537    | 1,69  | -     |
|                                    | Attilio Panagrosso           | 157                         | 0,48  | Noi con Salvini             | 116    | 0,36  | -     |
| Totale                             | Totale                       | 31.836                      | 100   |                             | 32.449 | 100   | 24    |

### Arzano
| Candidati                   | Candidati                                | Voti                        | %     | Liste                | Voti   | %     | Seggi |
| --------------------------- | ---------------------------------------- | --------------------------- | ----- | -------------------- | ------ | ----- | ----- |
|                             | Fiorella Esposito Accede al ballottaggio | 6.811                       | 41,70 | Democrazia Autonomia | 2.255  | 14,57 | 6     |
| ABC Arzano Bene Comune      | Fiorella Esposito Accede al ballottaggio | 6.811                       | 41,70 | 2.029                | 13,11  | 5     |       |
| Uniti                       | Fiorella Esposito Accede al ballottaggio | 6.811                       | 41,70 | 1.093                | 7,06   | 2     |       |
| Arzano in Comune            | Fiorella Esposito Accede al ballottaggio | 6.811                       | 41,70 | 1.058                | 6,84   | 2     |       |
|                             | Gennaro De Mare Accede al ballottaggio   | 5.857                       | 35,86 | Le Nuove Generazioni | 2.575  | 16,64 | 3     |
| Partito Democratico         | Gennaro De Mare Accede al ballottaggio   | 5.857                       | 35,86 | 1.624                | 10,49  | 1     |       |
| Moderati                    | Gennaro De Mare Accede al ballottaggio   | 5.857                       | 35,86 | 1.486                | 9,60   | 1     |       |
| Seggio al candidato sindaco | Seggio al candidato sindaco              | Seggio al candidato sindaco | 35,86 | 1                    |        |       |       |
|                             | Giuseppe Abbatiello                      | 2.834                       | 17,35 | Movimento 5 Stelle   | 2.489  | 16,08 | 1     |
| Seggio al candidato sindaco | Seggio al candidato sindaco              | Seggio al candidato sindaco | 17,35 | 1                    |        |       |       |
|                             | Luca De Rosa                             | 832                         | 5,09  | Arzano Insieme       | 867    | 5,60  | -     |
| Seggio al candidato sindaco | Seggio al candidato sindaco              | Seggio al candidato sindaco | 5,09  | 1                    |        |       |       |
| Totale                      | Totale                                   | 15.476                      | 100   |                      | 16.334 | 100   | 24    |

### Bacoli
| Candidati                    | Candidati                                         | Voti                        | %     | Liste               | Voti   | %     | Seggi |
| ---------------------------- | ------------------------------------------------- | --------------------------- | ----- | ------------------- | ------ | ----- | ----- |
|                              | Giovanni Picone Accede al ballottaggio            | 5.408                       | 36,45 | Partito Democratico | 2.486  | 17,48 | 5     |
| Unione di Centro-Per Bacoli  | Giovanni Picone Accede al ballottaggio            | 5.408                       | 36,45 | 1.283               | 9,02   | 2     |       |
| Aurora Flegrea               | Giovanni Picone Accede al ballottaggio            | 5.408                       | 36,45 | 883                 | 6,21   | 1     |       |
| Cittadini per Bacoli         | Giovanni Picone Accede al ballottaggio            | 5.408                       | 36,45 | 500                 | 3,52   | -     |       |
| Campania Libera              | Giovanni Picone Accede al ballottaggio            | 5.408                       | 36,45 | 354                 | 2,49   | -     |       |
| Federazione dei Verdi        | Giovanni Picone Accede al ballottaggio            | 5.408                       | 36,45 | 77                  | 0,54   | -     |       |
|                              | Josi Gerardo Della Ragione Accede al ballottaggio | 4.523                       | 30,48 | FreeBacoli          | 2.745  | 19,30 | 2     |
| Democrazia Autonomia         | Josi Gerardo Della Ragione Accede al ballottaggio | 4.523                       | 30,48 | 943                 | 6,63   | -     |       |
| Seggio al candidato sindaco  | Seggio al candidato sindaco                       | Seggio al candidato sindaco | 30,48 | 1                   |        |       |       |
|                              | Salvatore Illiano                                 | 4.304                       | 29,01 | Diamo a Bacoli      | 1.509  | 10,61 | 1     |
| Insieme per Bacoli           | Salvatore Illiano                                 | 4.304                       | 29,01 | 1.083               | 7,62   | 1     |       |
| Terra Nostra Alleanza Civica | Salvatore Illiano                                 | 4.304                       | 29,01 | 872                 | 6,13   | -     |       |
| Noi X Bacoli                 | Salvatore Illiano                                 | 4.304                       | 29,01 | 479                 | 3,37   | -     |       |
| Bacoli in Comune             | Salvatore Illiano                                 | 4.304                       | 29,01 | 464                 | 3,26   | -     |       |
| Seggio al candidato sindaco  | Seggio al candidato sindaco                       | Seggio al candidato sindaco | 29,01 | 1                   |        |       |       |
|                              | Agostino De Marco                                 | 602                         | 4,06  | Movimento 5 Stelle  | 543    | 3,82  | -     |
| Totale                       | Totale                                            | 14.221                      | 100   |                     | 14.837 | 100   | 16    |

### Ischia
| Candidati                      | Candidati                      | Voti                        | %      | Liste                                         | Voti   | %      | Seggi |
| ------------------------------ | ------------------------------ | --------------------------- | ------ | --------------------------------------------- | ------ | ------ | ----- |
|                                | Vincenzo Ferrandino ✔️ Sindaco | 6.453                       | 52,92  | Ischia Democratica                            | 1.583  | 13,27  | 3     |
| Orizzonte Comune               | Vincenzo Ferrandino ✔️ Sindaco | 6.453                       | 52,92  | 1.544                                         | 12,94  | 2      |       |
| Movimento Cristiano Lavoratori | Vincenzo Ferrandino ✔️ Sindaco | 6.453                       | 52,92  | 1.520                                         | 12,74  | 2      |       |
| Ischia Prima di Tutto          | Vincenzo Ferrandino ✔️ Sindaco | 6.453                       | 52,92  | 1.033                                         | 8,66   | 2      |       |
| Insieme per Ischia             | Vincenzo Ferrandino ✔️ Sindaco | 6.453                       | 52,92  | 969                                           | 8,12   | 1      |       |
| Con Enzo Sindaco               | Vincenzo Ferrandino ✔️ Sindaco | 6.453                       | 52,92  | 152                                           | 1,27   | -      |       |
| #Ischia Mi Piace               | Vincenzo Ferrandino ✔️ Sindaco | 6.453                       | 52,92  | 20                                            | 0,17   | -      |       |
| Il Girasole                    | Vincenzo Ferrandino ✔️ Sindaco | 6.453                       | 52,92  | 9                                             | 0,08   | -      |       |
|                                | Gianluca Trani                 | 5.203                       | 42,67  | Forza Italia-Il Popolo della Famiglia         | 1.227  | 10,28  | 1     |
| Nuova Isolaverde               | Gianluca Trani                 | 5.203                       | 42,67  | 895                                           | 7,50   | 1      |       |
| Rinascita Ischia               | Gianluca Trani                 | 5.203                       | 42,67  | 893                                           | 7,49   | 1      |       |
| Ischia Riparte                 | Gianluca Trani                 | 5.203                       | 42,67  | 509                                           | 4,27   | -      |       |
| Ischia Nuova                   | Gianluca Trani                 | 5.203                       | 42,67  | 493                                           | 4,13   | -      |       |
| Unione di Centro               | Gianluca Trani                 | 5.203                       | 42,67  | 441                                           | 3,70   | -      |       |
| Fratellanza e Lavoro           | Gianluca Trani                 | 5.203                       | 42,67  | 432                                           | 2,62   | -      |       |
| Seggio al candidato sindaco    | Seggio al candidato sindaco    | Seggio al candidato sindaco | 42,67  | 1                                             |        |        |       |
|                                | Gennaro Savio                  | 537                         | 4,40   | Partito Comunista Italiano Marxista-Leninista | 210    | 1,76   | -     |
| Totale                         | Totale                         | 11.930                      | 100,00 |                                               | 12.193 | 100,00 | 16    |

### Melito di Napoli
| Candidati                                            | Candidati                              | Voti                        | %     | Liste                              | Voti   | %     | Seggi |
| ---------------------------------------------------- | -------------------------------------- | --------------------------- | ----- | ---------------------------------- | ------ | ----- | ----- |
|                                                      | Antonio Amente Accede al ballottaggio  | 8.561                       | 48,71 | Obiettivo Melito                   | 1.686  | 9,79  | 3     |
| Melito Democratica                                   | Antonio Amente Accede al ballottaggio  | 8.561                       | 48,71 | 1.333                              | 7,74   | 2     |       |
| Melito nel Cuore                                     | Antonio Amente Accede al ballottaggio  | 8.561                       | 48,71 | 1.322                              | 7,68   | 2     |       |
| Per Melito a Testa Alta                              | Antonio Amente Accede al ballottaggio  | 8.561                       | 48,71 | 1.163                              | 6,75   | 2     |       |
| Noi Moderati per Melito                              | Antonio Amente Accede al ballottaggio  | 8.561                       | 48,71 | 993                                | 5,77   | 2     |       |
| Governo Civico                                       | Antonio Amente Accede al ballottaggio  | 8.561                       | 48,71 | 815                                | 4,73   | 1     |       |
| Riformisti Democratici Italiani                      | Antonio Amente Accede al ballottaggio  | 8.561                       | 48,71 | 752                                | 4,37   | 1     |       |
| Partito Socialista Italiano                          | Antonio Amente Accede al ballottaggio  | 8.561                       | 48,71 | 519                                | 3,01   | 1     |       |
| Orgoglio Campano                                     | Antonio Amente Accede al ballottaggio  | 8.561                       | 48,71 | 464                                | 2,69   | 1     |       |
|                                                      | Pietro D'Angelo Accede al ballottaggio | 5.118                       | 29,12 | Movimento Democratici Progressisti | 2.696  | 15,66 | 3     |
| Melito in Comune                                     | Pietro D'Angelo Accede al ballottaggio | 5.118                       | 29,12 | 990                                | 5,75   | 1     |       |
| Cristiano Popolari-Alleanza di Centro per la Libertà | Pietro D'Angelo Accede al ballottaggio | 5.118                       | 29,12 | 943                                | 5,48   | 1     |       |
| Ce Simme Sfasteriati                                 | Pietro D'Angelo Accede al ballottaggio | 5.118                       | 29,12 | 271                                | 1,57   | -     |       |
| Il Popolo della Famiglia-Terra Nostra                | Pietro D'Angelo Accede al ballottaggio | 5.118                       | 29,12 | 200                                | 1,16   | -     |       |
| Una Svolta per Melito                                | Pietro D'Angelo Accede al ballottaggio | 5.118                       | 29,12 | 136                                | 0,79   | -     |       |
| Seggio al candidato sindaco                          | Seggio al candidato sindaco            | Seggio al candidato sindaco | 29,12 | 1                                  |        |       |       |
|                                                      | Raffaele Caiazza                       | 2.110                       | 12,01 | Democrazia Autonomia               | 855    | 4,96  | 1     |
| Melito Adesso                                        | Raffaele Caiazza                       | 2.110                       | 12,01 | 482                                | 2,80   | -     |       |
| Rinnovamento Melitese                                | Raffaele Caiazza                       | 2.110                       | 12,01 | 257                                | 1,49   | -     |       |
| Seggio al candidato sindaco                          | Seggio al candidato sindaco            | Seggio al candidato sindaco | 12,01 | 1                                  |        |       |       |
|                                                      | Venanzio Carpentieri                   | 1.785                       | 10,16 | Partito Democratico                | 1.344  | 7,80  | -     |
| Seggio al candidato sindaco                          | Seggio al candidato sindaco            | Seggio al candidato sindaco | 10,16 | 1                                  |        |       |       |
| Totale                                               | Totale                                 | 17.221                      | 100   |                                    | 17.574 | 100   | 16    |

### Pompei
| Candidati                   | Candidati                   | Voti                        | %     | Liste                | Voti   | %     | Seggi |
| --------------------------- | --------------------------- | --------------------------- | ----- | -------------------- | ------ | ----- | ----- |
|                             | Pietro Amitrano ✔️ Sindaco  | 9.011                       | 60,28 | Partito Democratico  | 2.011  | 13,73 | 2     |
| Amici Insieme per Pompei    | Pietro Amitrano ✔️ Sindaco  | 9.011                       | 60,28 | 1.455                | 9,94   | 2     |       |
| RP Rinascita Pompei 2017    | Pietro Amitrano ✔️ Sindaco  | 9.011                       | 60,28 | 1.286                | 8,78   | 2     |       |
| Cittadini per Pompei        | Pietro Amitrano ✔️ Sindaco  | 9.011                       | 60,28 | 1.237                | 8,45   | 1     |       |
| Campania Libera             | Pietro Amitrano ✔️ Sindaco  | 9.011                       | 60,28 | 1.102                | 7,53   | 1     |       |
| Alternativa Pompeiana       | Pietro Amitrano ✔️ Sindaco  | 9.011                       | 60,28 | 1.024                | 6,99   | 1     |       |
| Patto X Pompei              | Pietro Amitrano ✔️ Sindaco  | 9.011                       | 60,28 | 890                  | 6,08   | 1     |       |
| Insieme per la Città        | Pietro Amitrano ✔️ Sindaco  | 9.011                       | 60,28 | 732                  | 5,00   | 1     |       |
|                             | Andreina Esposito           | 4.349                       | 29,09 | Alleati per Pompei   | 1.225  | 8,37  | 1     |
| Movimento Popolare Campano  | Andreina Esposito           | 4.349                       | 29,09 | 880                  | 6,01   | 1     |       |
| Unione di Centro            | Andreina Esposito           | 4.349                       | 29,09 | 629                  | 4,30   | 1     |       |
| Noi Campani                 | Andreina Esposito           | 4.349                       | 29,09 | 578                  | 3,95   | -     |       |
| Insieme per la Campania     | Andreina Esposito           | 4.349                       | 29,09 | 536                  | 3,66   | -     |       |
| Centro Democratico          | Andreina Esposito           | 4.349                       | 29,09 | 59                   | 0,40   | -     |       |
| Seggio al candidato sindaco | Seggio al candidato sindaco | Seggio al candidato sindaco | 29,09 | 1                    |        |       |       |
|                             | Gaetano Coccoli             | 1.263                       | 8,45  | Alternativa Popolare | 427    | 2,92  | -     |
| Pompei in Movimento         | Gaetano Coccoli             | 1.263                       | 8,45  | 182                  | 1,24   | -     |       |
| Gioventù Pompeiana          | Gaetano Coccoli             | 1.263                       | 8,45  | 86                   | 0,59   | -     |       |
| Siamo Pompei                | Gaetano Coccoli             | 1.263                       | 8,45  | 84                   | 0,57   | -     |       |
| Italia Patria Nostra        | Gaetano Coccoli             | 1.263                       | 8,45  | 25                   | 0,17   | -     |       |
|                             | Carmine Raimo               | 325                         | 2,17  | Pompei Città Ribelle | 194    | 1,32  | -     |
| Totale                      | Totale                      | 14.642                      | 100   |                      | 14.948 | 100   | 16    |

### Portici
| Candidati                          | Candidati                   | Voti                        | %     | Liste                        | Voti   | %     | Seggi |
| ---------------------------------- | --------------------------- | --------------------------- | ----- | ---------------------------- | ------ | ----- | ----- |
|                                    | Vincenzo Cuomo ✔️ Sindaco   | 19.275                      | 65,60 | Partito Democratico          | 6.304  | 21,99 | 7     |
| Avanti                             | Vincenzo Cuomo ✔️ Sindaco   | 19.275                      | 65,60 | 2.450                        | 8,55   | 2     |       |
| Per Cuomo Sindaco                  | Vincenzo Cuomo ✔️ Sindaco   | 19.275                      | 65,60 | 2.215                        | 7,73   | 2     |       |
| Insieme                            | Vincenzo Cuomo ✔️ Sindaco   | 19.275                      | 65,60 | 1.392                        | 4,86   | 1     |       |
| Democratici Popolari               | Vincenzo Cuomo ✔️ Sindaco   | 19.275                      | 65,60 | 1.383                        | 4,82   | 1     |       |
| Il Cittadino                       | Vincenzo Cuomo ✔️ Sindaco   | 19.275                      | 65,60 | 1.313                        | 4,58   | 1     |       |
| Campania Libera-Rete Civica        | Vincenzo Cuomo ✔️ Sindaco   | 19.275                      | 65,60 | 1.100                        | 3,84   | 1     |       |
| Portici Libera                     | Vincenzo Cuomo ✔️ Sindaco   | 19.275                      | 65,60 | 937                          | 3,27   | 1     |       |
| Partito Socialista Italiano        | Vincenzo Cuomo ✔️ Sindaco   | 19.275                      | 65,60 | 814                          | 2,84   | 1     |       |
| Cristiani Uniti per la Famiglia    | Vincenzo Cuomo ✔️ Sindaco   | 19.275                      | 65,60 | 782                          | 2,73   | -     |       |
| Sviluppo                           | Vincenzo Cuomo ✔️ Sindaco   | 19.275                      | 65,60 | 646                          | 2,25   | -     |       |
| Unione di Centro                   | Vincenzo Cuomo ✔️ Sindaco   | 19.275                      | 65,60 | 642                          | 2,24   | -     |       |
| Partito del Sud                    | Vincenzo Cuomo ✔️ Sindaco   | 19.275                      | 65,60 | 224                          | 0,78   | -     |       |
|                                    | Salvatore Iacomino          | 5.616                       | 19,11 | Democrazia Autonomia         | 1.045  | 3,64  | 1     |
| Movimento Democratici Progressisti | Salvatore Iacomino          | 5.616                       | 19,11 | 862                          | 3,01   | 1     |       |
| Federazione dei Verdi              | Salvatore Iacomino          | 5.616                       | 19,11 | 627                          | 2,19   | 1     |       |
| Centro Democratico                 | Salvatore Iacomino          | 5.616                       | 19,11 | 620                          | 2,16   | -     |       |
| Sinistra Italiana                  | Salvatore Iacomino          | 5.616                       | 19,11 | 596                          | 2,08   | -     |       |
| Una Scelta Condivisa               | Salvatore Iacomino          | 5.616                       | 19,11 | 544                          | 1,90   | -     |       |
| Il Cantiere                        | Salvatore Iacomino          | 5.616                       | 19,11 | 482                          | 1,68   | -     |       |
| Partito Comunista Italiano         | Salvatore Iacomino          | 5.616                       | 19,11 | 228                          | 0,80   | -     |       |
| Cittadino Movimento per Portici    | Salvatore Iacomino          | 5.616                       | 19,11 | 213                          | 0,74   | -     |       |
| Identità Meridionale               | Salvatore Iacomino          | 5.616                       | 19,11 | 7                            | 0,02   | -     |       |
| Seggio al candidato sindaco        | Seggio al candidato sindaco | Seggio al candidato sindaco | 19,11 | 1                            |        |       |       |
|                                    | Giovanni Erra               | 3.781                       | 12,87 | Movimento 5 Stelle           | 2.662  | 9,28  | 1     |
| Seggio al candidato sindaco        | Seggio al candidato sindaco | Seggio al candidato sindaco | 12,87 | 1                            |        |       |       |
|                                    | Riccardo Russo              | 709                         | 2,41  | Rinascita Portici-Bellavista | 337    | 1,18  | -     |
| Terra Nostra Alleanza Civica       | Riccardo Russo              | 709                         | 2,41  | 190                          | 0,66   | -     |       |
| Portici in Movimento               | Riccardo Russo              | 709                         | 2,41  | 55                           | 0,19   | -     |       |
| Totale                             | Totale                      | 28.670                      | 100   |                              | 29.381 | 100   | 24    |

### Pozzuoli
| Candidati                   | Candidati                     | Voti                        | %     | Liste                | Voti   | %     | Seggi |
| --------------------------- | ----------------------------- | --------------------------- | ----- | -------------------- | ------ | ----- | ----- |
|                             | Vincenzo Figliolia ✔️ Sindaco | 27.632                      | 71,29 | Partito Democratico  | 8.974  | 23,65 | 7     |
| Con la Città                | Vincenzo Figliolia ✔️ Sindaco | 27.632                      | 71,29 | 4.023                | 10,60  | 3     |       |
| Federazione dei Verdi       | Vincenzo Figliolia ✔️ Sindaco | 27.632                      | 71,29 | 3.037                | 8,00   | 2     |       |
| Democrazia e Libertà        | Vincenzo Figliolia ✔️ Sindaco | 27.632                      | 71,29 | 2.842                | 7,49   | 2     |       |
| Campania Libera             | Vincenzo Figliolia ✔️ Sindaco | 27.632                      | 71,29 | 2.696                | 7,10   | 2     |       |
| Idea Pozzuoli               | Vincenzo Figliolia ✔️ Sindaco | 27.632                      | 71,29 | 2.489                | 6,56   | 2     |       |
| Uniti per Pozzuoli          | Vincenzo Figliolia ✔️ Sindaco | 27.632                      | 71,29 | 2.263                | 5,96   | 1     |       |
| Centro Democratico          | Vincenzo Figliolia ✔️ Sindaco | 27.632                      | 71,29 | 1.053                | 2,77   | -     |       |
| Per Pozzuoli Rete Civica    | Vincenzo Figliolia ✔️ Sindaco | 27.632                      | 71,29 | 937                  | 2,47   | -     |       |
|                             | Antonio Caso                  | 3.503                       | 9,04  | Movimento 5 Stelle   | 2.953  | 7,78  | 1     |
| Seggio al candidato sindaco | Seggio al candidato sindaco   | Seggio al candidato sindaco | 9,04  | 1                    |        |       |       |
|                             | Pasquale Giacobbe             | 2.505                       | 6,46  | Forza Italia         | 2.381  | 6,27  | -     |
| Seggio al candidato sindaco | Seggio al candidato sindaco   | Seggio al candidato sindaco | 6,46  | 1                    |        |       |       |
|                             | Raffaele Postiglione          | 2.085                       | 5,38  | Pozzuoli Ora!        | 1.624  | 4,28  | -     |
| Seggio al candidato sindaco | Seggio al candidato sindaco   | Seggio al candidato sindaco | 5,38  | 1                    |        |       |       |
|                             | Sandro Cossiga                | 1.739                       | 4,49  | Per Cambiare         | 710    | 1,87  | -     |
| Pozzuoli Siamo Noi          | Sandro Cossiga                | 1.739                       | 4,49  | 448                  | 1,18   | -     |       |
| Unione di Centro            | Sandro Cossiga                | 1.739                       | 4,49  | 240                  | 0,63   | -     |       |
| Identità Meridionale        | Sandro Cossiga                | 1.739                       | 4,49  | 70                   | 0,18   | -     |       |
| Seggio al candidato sindaco | Seggio al candidato sindaco   | Seggio al candidato sindaco | 4,49  | 1                    |        |       |       |
|                             | Maurizio Orsi                 | 1.294                       | 3,34  | Protagonismo Sociale | 1.207  | 3,18  | -     |
| Totale                      | Totale                        | 37.947                      | 100   |                      | 38.758 | 100   | 24    |

### Sant'Antimo
| Candidati                   | Candidati                                 | Voti                 | %     | Liste                | Voti   | %     | Seggi |
| --------------------------- | ----------------------------------------- | -------------------- | ----- | -------------------- | ------ | ----- | ----- |
|                             | Aurelio Russo Accede al ballottaggio      | 6.266                | 32,52 | Partito Democratico  | 3.410  | 17,99 | 7     |
| Nuovo CDU                   | Aurelio Russo Accede al ballottaggio      | 6.266                | 32,52 | 1.454                | 7,67   | 3     |       |
| Cittadini per Sant'Antimo   | Aurelio Russo Accede al ballottaggio      | 6.266                | 32,52 | 862                  | 4,55   | 2     |       |
| Con Te, Per Sant'Antimo     | Aurelio Russo Accede al ballottaggio      | 6.266                | 32,52 | 538                  | 2,84   | 1     |       |
|                             | Corrado Chiariello Accede al ballottaggio | 8.529                | 44,26 | Forza Italia         | 3.340  | 17,62 | 3     |
| Vivi Sant'Antimo            | Corrado Chiariello Accede al ballottaggio | 8.529                | 44,26 | 2.523                | 13,31  | 2     |       |
| NP Nuovo Pensiero           | Corrado Chiariello Accede al ballottaggio | 8.529                | 44,26 | 1.731                | 9,13   | 2     |       |
| Nuovo PSI                   | Corrado Chiariello Accede al ballottaggio | 8.529                | 44,26 | 699                  | 3,69   | -     |       |
| Centro Destra Sant'Antimo   | Corrado Chiariello Accede al ballottaggio | 8.529                | 44,26 | 547                  | 2,89   | -     |       |
| Cultura Sviluppo Tradizioni | Corrado Chiariello Accede al ballottaggio | 8.529                | 44,26 | 464                  | 2,45   | -     |       |
| Rinascita Giovanile         | Corrado Chiariello Accede al ballottaggio | 8.529                | 44,26 | 57                   | 0,30   | -     |       |
| Seggio di coalizione        | Seggio di coalizione                      | Seggio di coalizione | 44,26 | 1                    |        |       |       |
|                             | Giuseppe Italia                           | 2.096                | 10,88 | Democrazia Autonomia | 1.113  | 5,87  | 1     |
| Agorà                       | Giuseppe Italia                           | 2.096                | 10,88 | 291                  | 1,54   | -     |       |
| Seggio di coalizione        | Seggio di coalizione                      | Seggio di coalizione | 10,88 | 1                    |        |       |       |
|                             | Salvatore Castiglione                     | 1.569                | 8,14  | Insieme              | 1.204  | 6,35  | 1     |
| Fratelli d'Italia           | Salvatore Castiglione                     | 1.569                | 8,14  | 72                   | 0,38   | -     |       |
| Seggio di coalizione        | Seggio di coalizione                      | Seggio di coalizione | 8,14  | 1                    |        |       |       |
|                             | Nicola Chiantese                          | 522                  | 2,71  | Movimento 5 Stelle   | 418    | 2,20  | -     |
|                             | Adriana Palladino                         | 287                  | 1,49  | Unione di Centro     | 234    | 1,23  | -     |
| Totale                      | Totale                                    | 18.957               | 100   |                      | 19.269 | 100   | 24    |

### Saviano
| Candidati            | Candidati                  | Voti                 | %     | Liste                 | Voti   | %     | Seggi |
| -------------------- | -------------------------- | -------------------- | ----- | --------------------- | ------ | ----- | ----- |
|                      | Carmine Sommese ✔️ Sindaco | 7.011                | 68,59 | Insieme per Saviano   | 3.187  | 31,51 | 6     |
| Forza Saviano        | Carmine Sommese ✔️ Sindaco | 7.011                | 68,59 | 2.597                 | 25,68  | 4     |       |
| Unione di Centro     | Carmine Sommese ✔️ Sindaco | 7.011                | 68,59 | 2.083                 | 20,60  | 4     |       |
|                      | Francesco Nardi            | 1.252                | 12,25 | Partito Democratico   | 1.044  | 10,32 | -     |
| Seggio di coalizione | Seggio di coalizione       | Seggio di coalizione | 12,25 | 1                     |        |       |       |
|                      | Domenico Tafuri            | 1.015                | 9,93  | Frastuono per Saviano | 689    | 6,81  | -     |
| Seggio di coalizione | Seggio di coalizione       | Seggio di coalizione | 9,93  | 1                     |        |       |       |
|                      | Giuseppe Allocca           | 944                  | 9,23  | Saviano Libera        | 514    | 5,08  | -     |
| Totale               | Totale                     | 10.114               | 100   |                       | 10.222 | 100   | 24    |

### Somma Vesuviana
| Candidati                                              | Candidati                                 | Voti                        | %     | Liste              | Voti   | %     | Seggi |
| ------------------------------------------------------ | ----------------------------------------- | --------------------------- | ----- | ------------------ | ------ | ----- | ----- |
|                                                        | Salvatore Di Sarno Accede al ballottaggio | 5.321                       | 26,87 | Svolta Popolare    | 1.629  | 8,53  | 5     |
| Siamo Sommesi                                          | Salvatore Di Sarno Accede al ballottaggio | 5.321                       | 26,87 | 1.494              | 7,82   | 4     |       |
| Liberamente                                            | Salvatore Di Sarno Accede al ballottaggio | 5.321                       | 26,87 | 692                | 3,62   | 2     |       |
| Unione di Centro                                       | Salvatore Di Sarno Accede al ballottaggio | 5.321                       | 26,87 | 675                | 3,54   | 2     |       |
| Federazione dei Verdi                                  | Salvatore Di Sarno Accede al ballottaggio | 5.321                       | 26,87 | 454                | 2,38   | 1     |       |
| Partito Socialista Italiano                            | Salvatore Di Sarno Accede al ballottaggio | 5.321                       | 26,87 | 358                | 1,88   | 1     |       |
|                                                        | Celestino Allocca Accede al ballottaggio  | 6.832                       | 34,50 | Forza Italia       | 3.420  | 17,91 | 2     |
| Allocca per Somma                                      | Celestino Allocca Accede al ballottaggio  | 6.832                       | 34,50 | 2.512              | 13,16  | 2     |       |
| Forza Somma                                            | Celestino Allocca Accede al ballottaggio  | 6.832                       | 34,50 | 1.344              | 7,04   | 1     |       |
| Noi Ora                                                | Celestino Allocca Accede al ballottaggio  | 6.832                       | 34,50 | 657                | 3,44   | -     |       |
| Seggio al candidato sindaco                            | Seggio al candidato sindaco               | Seggio al candidato sindaco | 34,50 | 1                  |        |       |       |
|                                                        | Pasquale Piccolo                          | 3.505                       | 17,70 | L'Aurora           | 2.393  | 12,53 | 1     |
| Movimento Politico Onda Bianca-Moderati in Rivoluzione | Pasquale Piccolo                          | 3.505                       | 17,70 | 575                | 3,01   | -     |       |
| Seggio al candidato sindaco                            | Seggio al candidato sindaco               | Seggio al candidato sindaco | 17,70 | 1                  |        |       |       |
|                                                        | Salvatore Rianna                          | 2.926                       | 14,77 | Ripartire si Può   | 1.690  | 8,85  | -     |
| Summa Felix                                            | Salvatore Rianna                          | 2.926                       | 14,77 | 368                | 1,93   | -     |       |
| Seggio al candidato sindaco                            | Seggio al candidato sindaco               | Seggio al candidato sindaco | 14,77 | 1                  |        |       |       |
|                                                        | Ciro Sannino                              | 1.220                       | 6,16  | Movimento 5 Stelle | 832    | 4,36  | -     |
| Totale                                                 | Totale                                    | 19.093                      | 100   |                    | 19.804 | 100   | 24    |

### Torre Annunziata
| Candidati                                        | Candidati                               | Voti                        | %     | Liste                | Voti   | %     | Seggi |
| ------------------------------------------------ | --------------------------------------- | --------------------------- | ----- | -------------------- | ------ | ----- | ----- |
|                                                  | Vincenzo Ascione Accede al ballottaggio | 11.550                      | 49,53 | Partito Democratico  | 4.085  | 17,88 | 6     |
| Alternativa Popolare-Civici Innovatori           | Vincenzo Ascione Accede al ballottaggio | 11.550                      | 49,53 | 1.826                | 7,99   | 3     |       |
| 3C Cultura Civiltà Cambiamento                   | Vincenzo Ascione Accede al ballottaggio | 11.550                      | 49,53 | 1.431                | 6,26   | 2     |       |
| Progressisti e Democratici                       | Vincenzo Ascione Accede al ballottaggio | 11.550                      | 49,53 | 1.289                | 5,64   | 2     |       |
| Generazione 2.0                                  | Vincenzo Ascione Accede al ballottaggio | 11.550                      | 49,53 | 988                  | 4,32   | 1     |       |
| Unione di Centro                                 | Vincenzo Ascione Accede al ballottaggio | 11.550                      | 49,53 | 987                  | 4,32   | 1     |       |
| Orgoglio Campano                                 | Vincenzo Ascione Accede al ballottaggio | 11.550                      | 49,53 | 573                  | 2,51   | -     |       |
|                                                  | Ciro Alfieri Accede al ballottaggio     | 9.120                       | 39,11 | Centro Democratico   | 2.904  | 12,71 | 3     |
| Torre Annunziata Libera                          | Ciro Alfieri Accede al ballottaggio     | 9.120                       | 39,11 | 1.294                | 5,66   | 1     |       |
| Insieme per la Campania                          | Ciro Alfieri Accede al ballottaggio     | 9.120                       | 39,11 | 972                  | 4,25   | 1     |       |
| Rivoluzione Cristiana-Orgoglio e Dignità Torrese | Ciro Alfieri Accede al ballottaggio     | 9.120                       | 39,11 | 931                  | 4,07   | 1     |       |
| Forza Italia                                     | Ciro Alfieri Accede al ballottaggio     | 9.120                       | 39,11 | 912                  | 3,99   | 1     |       |
| Torre dei Valori                                 | Ciro Alfieri Accede al ballottaggio     | 9.120                       | 39,11 | 584                  | 2,56   | -     |       |
| Nuovo Centro                                     | Ciro Alfieri Accede al ballottaggio     | 9.120                       | 39,11 | 564                  | 2,47   | -     |       |
| Cittadini per Torre Annunziata                   | Ciro Alfieri Accede al ballottaggio     | 9.120                       | 39,11 | 491                  | 2,15   | -     |       |
| Centro Comune                                    | Ciro Alfieri Accede al ballottaggio     | 9.120                       | 39,11 | 491                  | 2,15   | -     |       |
| Terra Nostra Oplontis                            | Ciro Alfieri Accede al ballottaggio     | 9.120                       | 39,11 | 326                  | 1,43   | -     |       |
| Partito Socialista Italiano                      | Ciro Alfieri Accede al ballottaggio     | 9.120                       | 39,11 | 247                  | 1,08   | -     |       |
| Movimento Popolare Campano                       | Ciro Alfieri Accede al ballottaggio     | 9.120                       | 39,11 | 138                  | 0,60   | -     |       |
| Seggio al candidato sindaco                      | Seggio al candidato sindaco             | Seggio al candidato sindaco | 39,11 | 1                    |        |       |       |
|                                                  | Pier Paolo Telese                       | 2.651                       | 11,37 | Democrazia Autonomia | 627    | 2,74  | -     |
| Bene Comune                                      | Pier Paolo Telese                       | 2.651                       | 11,37 | 479                  | 2,10   | -     |       |
| Insieme per Torre                                | Pier Paolo Telese                       | 2.651                       | 11,37 | 324                  | 1,42   | -     |       |
| Sinistra in Comune                               | Pier Paolo Telese                       | 2.651                       | 11,37 | 189                  | 0,83   | -     |       |
| Tu Vali Art.1                                    | Pier Paolo Telese                       | 2.651                       | 11,37 | 101                  | 0,44   | -     |       |
| Movimento Civico Torre Futura                    | Pier Paolo Telese                       | 2.651                       | 11,37 | 100                  | 0,44   | -     |       |
| Seggio al candidato sindaco                      | Seggio al candidato sindaco             | Seggio al candidato sindaco | 11,37 | 1                    |        |       |       |
| Totale                                           | Totale                                  | 22.853                      | 100   |                      | 23.321 | 100   | 24    |

## Caserta

### Maddaloni
| Candidati                   | Candidati                                | Voti                        | %     | Liste               | Voti   | %     | Seggi |
| --------------------------- | ---------------------------------------- | --------------------------- | ----- | ------------------- | ------ | ----- | ----- |
|                             | Andrea De Filippo Accede al ballottaggio | 6.571                       | 30,55 | Maddaloni nel Cuore | 2.364  | 11,25 | 3     |
| Forza Italia                | Andrea De Filippo Accede al ballottaggio | 6.571                       | 30,55 | 1.931               | 6,62   | 2     |       |
| Rinascita Maddalonese       | Andrea De Filippo Accede al ballottaggio | 6.571                       | 30,55 | 906                 | 4,31   | 1     |       |
| Maddaloni Libera            | Andrea De Filippo Accede al ballottaggio | 6.571                       | 30,55 | 723                 | 3,44   | 1     |       |
| Maddaloni Futura            | Andrea De Filippo Accede al ballottaggio | 6.571                       | 30,55 | 524                 | 2,49   | -     |       |
| Alleanza Popolare           | Andrea De Filippo Accede al ballottaggio | 6.571                       | 30,55 | 364                 | 1,73   | -     |       |
| Noi Campani                 | Andrea De Filippo Accede al ballottaggio | 6.571                       | 30,55 | 64                  | 0,30   | -     |       |
|                             | Giuseppe Razzano Accede al ballottaggio  | 10.176                      | 47,32 | Partito Democratico | 3.263  | 15,52 | 5     |
| Città di Idee               | Giuseppe Razzano Accede al ballottaggio  | 10.176                      | 47,32 | 1.537               | 7,31   | 2     |       |
| Calatia Libera              | Giuseppe Razzano Accede al ballottaggio  | 10.176                      | 47,32 | 1.462               | 6,95   | 2     |       |
| Unione di Centro            | Giuseppe Razzano Accede al ballottaggio  | 10.176                      | 47,32 | 1.416               | 6,74   | 2     |       |
| Campania Libera             | Giuseppe Razzano Accede al ballottaggio  | 10.176                      | 47,32 | 1.1.36              | 5,40   | 1     |       |
| Maddaloni è                 | Giuseppe Razzano Accede al ballottaggio  | 10.176                      | 47,32 | 640                 | 3,04   | 1     |       |
| La Periferia si Ribella     | Giuseppe Razzano Accede al ballottaggio  | 10.176                      | 47,32 | 615                 | 2,93   | -     |       |
| Uniti per Maddaloni         | Giuseppe Razzano Accede al ballottaggio  | 10.176                      | 47,32 | 587                 | 2,79   | -     |       |
| Maddaloni Positiva          | Giuseppe Razzano Accede al ballottaggio  | 10.176                      | 47,32 | 584                 | 2,78   | -     |       |
| Centro Democratico          | Giuseppe Razzano Accede al ballottaggio  | 10.176                      | 47,32 | 204                 | 0,97   | -     |       |
| Seggio al candidato sindaco | Seggio al candidato sindaco              | Seggio al candidato sindaco | 47,32 | 1                   |        |       |       |
|                             | Luigi Bove                               | 3.011                       | 14,00 | Cambiamo Insieme    | 1.244  | 5,92  | 1     |
| Maddaloni Pulita            | Luigi Bove                               | 3.011                       | 14,00 | 262                 | 1,25   | -     |       |
| Nazionalisti per Maddaloni  | Luigi Bove                               | 3.011                       | 14,00 | 221                 | 1,05   | -     |       |
| Bene Comune                 | Luigi Bove                               | 3.011                       | 14,00 | 198                 | 0,94   | -     |       |
| Prima Maddaloni             | Luigi Bove                               | 3.011                       | 14,00 | 145                 | 0,69   | -     |       |
| Seggio al candidato sindaco | Seggio al candidato sindaco              | Seggio al candidato sindaco | 14,00 | 1                   |        |       |       |
|                             | Giulio Carfora                           | 1.748                       | 8,13  | Movimento 5 Stelle  | 1.171  | 5,57  | -     |
| Seggio al candidato sindaco | Seggio al candidato sindaco              | Seggio al candidato sindaco | 8,13  | 1                   |        |       |       |
| Totale                      | Totale                                   | 21.021                      | 100   |                     | 21.506 | 100   | 24    |

### Mondragone
| Candidati                   | Candidati                    | Voti                        | %     | Liste                     | Voti   | %     | Seggi |
| --------------------------- | ---------------------------- | --------------------------- | ----- | ------------------------- | ------ | ----- | ----- |
|                             | Virgilio Pacifico ✔️ Sindaco | 7.562                       | 50,39 | Unione Popolare           | 2.376  | 16,13 | 4     |
| Moderati per Mondragone     | Virgilio Pacifico ✔️ Sindaco | 7.562                       | 50,39 | 1.387                     | 9,42   | 2     |       |
| Città Futura                | Virgilio Pacifico ✔️ Sindaco | 7.562                       | 50,39 | 1.281                     | 8,70   | 2     |       |
| Pronti per Mondragone       | Virgilio Pacifico ✔️ Sindaco | 7.562                       | 50,39 | 1.116                     | 7,58   | 1     |       |
| Io Amo Mondragone           | Virgilio Pacifico ✔️ Sindaco | 7.562                       | 50,39 | 733                       | 4,98   | 1     |       |
| Orgoglio Mondragonese       | Virgilio Pacifico ✔️ Sindaco | 7.562                       | 50,39 | 582                       | 3,95   | -     |       |
| Intesa per Mondragone       | Virgilio Pacifico ✔️ Sindaco | 7.562                       | 50,39 | 576                       | 3,91   | -     |       |
| Mondragone Bene Comune      | Virgilio Pacifico ✔️ Sindaco | 7.562                       | 50,39 | 256                       | 1,74   | -     |       |
|                             | Giovanni Schiappa            | 5.163                       | 34,40 | Forza Schiappa            | 1.584  | 10,75 | 2     |
| Democratici per Mondragone  | Giovanni Schiappa            | 5.163                       | 34,40 | 1.223                     | 8,30   | 1     |       |
| Ora-Identità e Azione       | Giovanni Schiappa            | 5.163                       | 34,40 | 947                       | 6,43   | 1     |       |
| La Città al Centro          | Giovanni Schiappa            | 5.163                       | 34,40 | 880                       | 5,97   | 1     |       |
| Continuità e Sviluppo       | Giovanni Schiappa            | 5.163                       | 34,40 | 168                       | 1,14   | -     |       |
| Seggio al candidato sindaco | Seggio al candidato sindaco  | Seggio al candidato sindaco | 34,40 | 1                         |        |       |       |
|                             | Antonio Patalano             | 995                         | 6,63  | Mondragone Punto e a Capo | 363    | 2,46  | -     |
| Resistenza Democratica      | Antonio Patalano             | 995                         | 6,63  | 347                       | 2,36   | -     |       |
|                             | Pasquale Sorvillo            | 789                         | 5,26  | Progetto Giovani          | 526    | 3,57  | -     |
|                             | Raffaele Pero                | 498                         | 3,32  | Noi con Salvini           | 385    | 2,61  | -     |
| Totale                      | Totale                       | 14.730                      | 100   |                           | 15.007 | 100   | 16    |

## Salerno

### Agropoli
| Candidati                   | Candidati                   | Voti                        | %     | Liste               | Voti  | %     | Seggi |
| --------------------------- | --------------------------- | --------------------------- | ----- | ------------------- | ----- | ----- | ----- |
|                             | Adamo Coppola ✔️ Sindaco    | 9.645                       | 73,99 | Partito Democratico | 4.676 | 36,55 | 6     |
| Lista Coppola               | Adamo Coppola ✔️ Sindaco    | 9.645                       | 73,99 | 3.425               | 26,77 | 5     |       |
| Agropoli Oltre              | Adamo Coppola ✔️ Sindaco    | 9.645                       | 73,99 | 1.510               | 11,80 | 2     |       |
| Idea Comune                 | Adamo Coppola ✔️ Sindaco    | 9.645                       | 73,99 | 814                 | 6,36  | 1     |       |
|                             | Agostino Abate              | 1.909                       | 14,65 | Agropoli al Centro  | 855   | 6,68  | -     |
| Agropoli Libera             | Agostino Abate              | 1.909                       | 14,65 | 579                 | 4,53  | -     |       |
| Seggio al candidato sindaco | Seggio al candidato sindaco | Seggio al candidato sindaco | 14,65 | 1                   |       |       |       |
|                             | Consolato Natalino Caccamo  | 1.481                       | 11,36 | Movimento 5 Stelle  | 935   | 7,31  | -     |
| Seggio al candidato sindaco | Seggio al candidato sindaco | Seggio al candidato sindaco | 11,36 | 1                   |       |       |       |
| Totale                      | Totale                      | 12.794                      |       | 13.035              | 100   | 16    |       |

### Capaccio Paestum
| Candidati                      | Candidati                                | Voti                        | %     | Liste                        | Voti   | %     | Seggi |
| ------------------------------ | ---------------------------------------- | --------------------------- | ----- | ---------------------------- | ------ | ----- | ----- |
|                                | Francesco Palumbo Accede al ballottaggio | 3.825                       | 28,41 | #Farebene                    | 899    | 6,95  | 3     |
| Palumbo per Capaccio-Paestum   | Francesco Palumbo Accede al ballottaggio | 3.825                       | 28,41 | 889                          | 6,87   | 3     |       |
| Azzurra per Capaccio-Paestum   | Francesco Palumbo Accede al ballottaggio | 3.825                       | 28,41 | 766                          | 5,92   | 3     |       |
| La Ramazza                     | Francesco Palumbo Accede al ballottaggio | 3.825                       | 28,41 | 284                          | 2,19   | 1     |       |
|                                | Italo Voza Accede al ballottaggio        | 4.074                       | 30,26 | Partito Democratico          | 1.673  | 12,93 | 1     |
| Gruppo Civico Tre Torri        | Italo Voza Accede al ballottaggio        | 4.074                       | 30,26 | 1.483                        | 11,46  | 1     |       |
| Capaccio Paestum Futura        | Italo Voza Accede al ballottaggio        | 4.074                       | 30,26 | 1.024                        | 7,91   | -     |       |
| Cittadini per Capaccio Paestum | Italo Voza Accede al ballottaggio        | 4.074                       | 30,26 | 682                          | 5,27   | -     |       |
| Seggio al candidato sindaco    | Seggio al candidato sindaco              | Seggio al candidato sindaco | 30,26 | 1                            |        |       |       |
|                                | Francesco Sica                           | 3.370                       | 25,03 | La Città che Vorrei          | 1.354  | 10,46 | 1     |
| Uniti per Capaccio Paestum     | Francesco Sica                           | 3.370                       | 25,03 | 1.114                        | 8,61   | -     |       |
| Venti di Cambiamento           | Francesco Sica                           | 3.370                       | 25,03 | 755                          | 5,83   | -     |       |
| Seggio al candidato sindaco    | Seggio al candidato sindaco              | Seggio al candidato sindaco | 25,03 | 1                            |        |       |       |
|                                | Nicola Ragni                             | 1.318                       | 9,79  | Movimento Civico Altra Città | 790    | 6,10  | -     |
| La Strada Giusta               | Nicola Ragni                             | 1.318                       | 9,79  | 476                          | 3,68   | -     |       |
| Seggio al candidato sindaco    | Seggio al candidato sindaco              | Seggio al candidato sindaco | 9,79  | 1                            |        |       |       |
|                                | Antonio Bernardi                         | 599                         | 4,45  | Movimento 5 Stelle           | 537    | 4,15  | -     |
|                                | Angelo Quaglia                           | 278                         | 2,06  | Svolta Civica                | 217    | 1,68  | -     |
| Totale                         | Totale                                   | '12.943                     | 100   |                              | 13.464 | 100   | 16    |

### Mercato San Severino
| Candidati                   | Candidati                              | Voti                        | %     | Liste                         | Voti   | %     | Seggi |
| --------------------------- | -------------------------------------- | --------------------------- | ----- | ----------------------------- | ------ | ----- | ----- |
|                             | Antonio Somma Accede al ballottaggio   | 3.994                       | 29,30 | Città Prima e Libera          | 1.771  | 13,58 | 2     |
| Insieme per la Città        | Antonio Somma Accede al ballottaggio   | 3.994                       | 29,30 | 1.548                         | 11,87  | 2     |       |
|                             | Vincenzo Bennet Accede al ballottaggio | 6.538                       | 47,96 | San Severino Democratica      | 2.714  | 20,82 | 3     |
| Cittadini Moderati          | Vincenzo Bennet Accede al ballottaggio | 6.538                       | 47,96 | 2.632                         | 20,19  | 3     |       |
| Per San Severino            | Vincenzo Bennet Accede al ballottaggio | 6.538                       | 47,96 | 1.788                         | 13,71  | 2     |       |
| Seggio al candidato sindaco | Seggio al candidato sindaco            | Seggio al candidato sindaco | 47,96 | 1                             |        |       |       |
|                             | Angelo Zampoli                         | 1.764                       | 12,94 | Lista Civica per San Severino | 1.167  | 8,95  | 1     |
| Uniti per San Severino      | Angelo Zampoli                         | 1.764                       | 12,94 | 399                           | 3,06   | -     |       |
| Seggio al candidato sindaco | Seggio al candidato sindaco            | Seggio al candidato sindaco | 12,94 | 1                             |        |       |       |
|                             | Annalucia Grimaldi                     | 1.337                       | 9,81  | Movimento 5 Stelle            | 1.018  | 7,81  | -     |
| Seggio al candidato sindaco | Seggio al candidato sindaco            | Seggio al candidato sindaco | 9,81  | 1                             |        |       |       |
| Totale                      | Totale                                 | 13.037                      | 100   |                               | 13.633 | 100   | 16    |

### Nocera Inferiore
| Candidati                                                                           | Candidati                  | Voti                 | %     | Liste                       | Voti   | %     | Seggi |
| ----------------------------------------------------------------------------------- | -------------------------- | -------------------- | ----- | --------------------------- | ------ | ----- | ----- |
|                                                                                     | Manlio Torquato ✔️ Sindaco | 17.783               | 64,71 | Partito Democratico         | 4.280  | 15,84 | 4     |
| Manlio Torquato Sindaco                                                             | Manlio Torquato ✔️ Sindaco | 17.783               | 64,71 | 3.629                       | 13,43  | 4     |       |
| Uniti per Torquato                                                                  | Manlio Torquato ✔️ Sindaco | 17.783               | 64,71 | 3.602                       | 13,33  | 4     |       |
| Partito Socialista Italiano                                                         | Manlio Torquato ✔️ Sindaco | 17.783               | 64,71 | 3.571                       | 13,21  | 3     |       |
| Unione di Centro                                                                    | Manlio Torquato ✔️ Sindaco | 17.783               | 64,71 | 2.148                       | 7,95   | 2     |       |
| Moderati per Torquato (Centristi per l'Europa-Cittadini per Nocera Inferiore-Altri) | Manlio Torquato ✔️ Sindaco | 17.783               | 64,71 | 1.722                       | 6,37   | 1     |       |
|                                                                                     | Pasquale D'Acunzi          | 3.423                | 12,39 | D'Acunzi Sindaco per Nocera | 1.817  | 6,72  | 1     |
| Fratelli d'Italia                                                                   | Pasquale D'Acunzi          | 3.423                | 12,39 | 1.314                       | 4,86   | 1     |       |
| Forza Italia                                                                        | Pasquale D'Acunzi          | 3.423                | 12,39 | 489                         | 1,81   | -     |       |
| Seggio di coalizione                                                                | Seggio di coalizione       | Seggio di coalizione | 12,39 | 1                           |        |       |       |
|                                                                                     | Alfonso Schiavo            | 2.843                | 10,29 | Città Solidale              | 1.116  | 4,13  | -     |
| L'Altra Nocera                                                                      | Alfonso Schiavo            | 2.843                | 10,29 | 501                         | 1,85   | -     |       |
| Seggio di coalizione                                                                | Seggio di coalizione       | Seggio di coalizione | 10,29 | 1                           |        |       |       |
|                                                                                     | Tonia Lanzetta             | 1.618                | 5,86  | Nocera Attiva               | 776    | 2,87  | -     |
| Noi con Nocera                                                                      | Tonia Lanzetta             | 1.618                | 5,86  | 433                         | 1,60   | -     |       |
| Cambiare Insieme Nocera                                                             | Tonia Lanzetta             | 1.618                | 5,86  | 65                          | 0,24   | -     |       |
| Seggio di coalizione                                                                | Seggio di coalizione       | Seggio di coalizione | 5,86  | 1                           |        |       |       |
|                                                                                     | Vincenzo Spinelli          | 1.343                | 4,86  | Movimento 5 Stelle          | 1.119  | 4,14  | -     |
| Seggio di coalizione                                                                | Seggio di coalizione       | Seggio di coalizione | 4,86  | 1                           |        |       |       |
|                                                                                     | Luisa Gagliardi            | 256                  | 0,93  | Legalità e Trasparenza      | 242    | 0,90  | -     |
|                                                                                     | Domenico Fimiani           | 144                  | 0,52  | Noi con Salvini             | 121    | 0,45  | -     |
|                                                                                     | Mario Stanzione            | 121                  | 0,44  | Populisti Identitari        | 81     | 0,30  | -     |
| Totale                                                                              | Totale                     | 27.026               | 100   |                             | 27.621 | 100   | 24    |